# Дизахлы
Дызахлы (азерб. Dızaxlı,   лезг. Дизахли) — село в Габалинском районе Азербайджана, административный центр Дызахлинского муниципалитета.
Расположено примерно в 15 км от районного центра — города Габала.

## История
«Камералное описание жителей города Нухи и Шекинской провинции за 1824 год» приводит информацию о том что часть населения деревни Дизахлы состоит из выходцев из Карабаха и Ширвана.

## Население
Население — около 500 человек.
По данным 1912 года, национальный состав состоял из азербайджанцев (в источнике «татары»). 
Согласно результатам Азербайджанской сельскохозяйственной переписи 1921 года, Дизахлы Гаджалинского сельского общества Арешского уезда населяли 167 человек (40 хозяйств), преобладающая национальность — тюрки-азербайджанцы (азербайджанцы).
По материалам издания «Административное деление АССР», подготовленного в 1933 году Управлением народно-хозяйственного учёта АССР (АзНХУ), по состоянию на 1 января 1933 года село Дизахлы входило в Кушларский сельсовет Куткашенского района Азербайджанской ССР. В селе насчитывалось 192 жителя (52 хозяйства), 100 мужчин и 92 женщины. Национальный состав всего сельсовета — (сёла Бейли, Чайлы, Кушлар, Тесик, Тюркмен и другие) — 91,5 % тюрки (азербайджанцы).
По неофициальным данным 2009 года, в селении проживают лезгины и азербайджанцы. Верующие исповедуют ислам. Дызахлинцы всегда поддерживали тесные экономические, культурные и родственные связи с другими азербайджанскими селениями.

## Экономика
Присутствует слаборазвитое животноводство. Развито садоводство. Основные выращиваемые растения — это грецкий орех, орех, разные сорта яблок, груш.

## Образование
В селе действует одна средняя школа.